# 拉法葉中隊

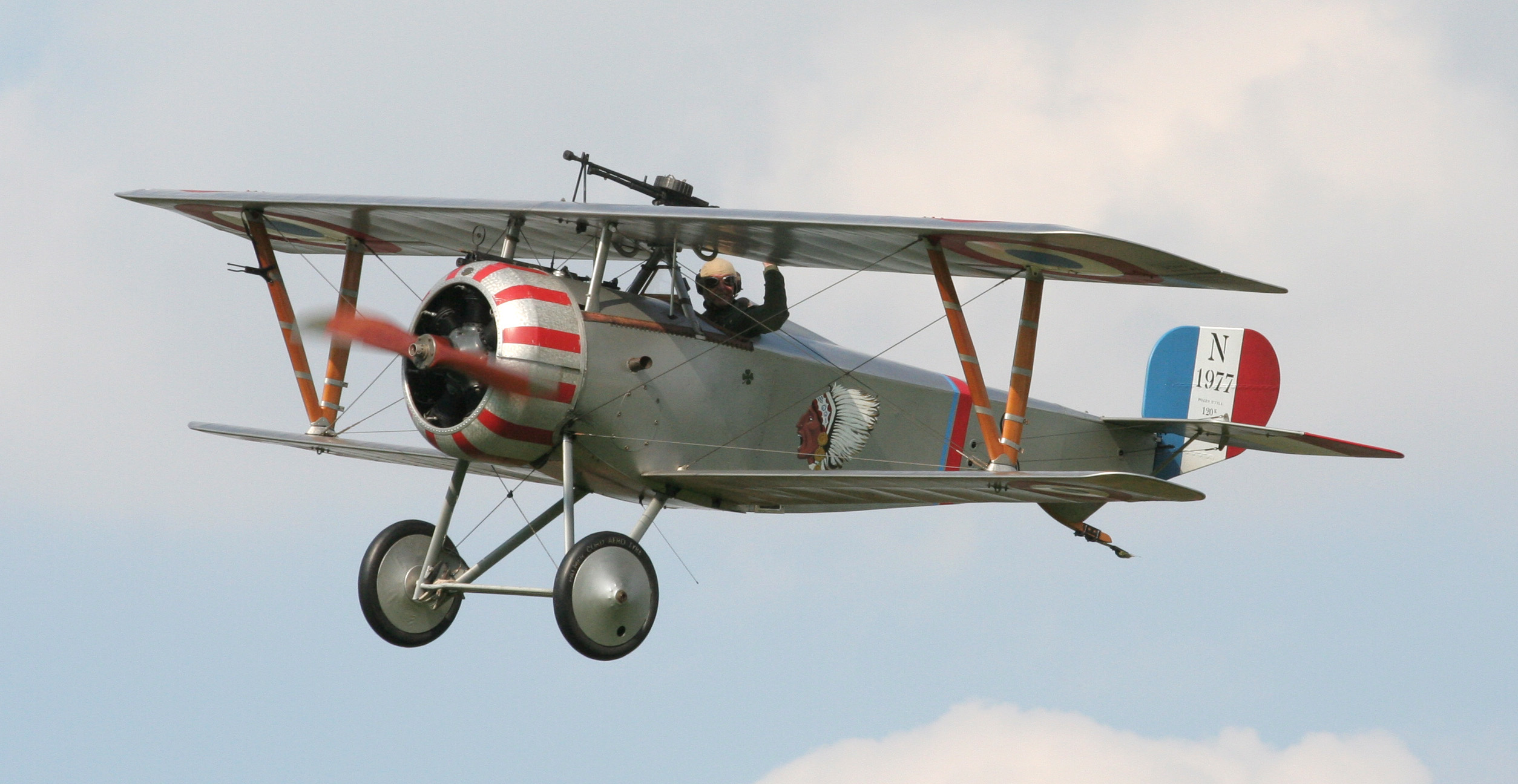
拉法業中隊的紐波特17戰鬥機

拉法業中隊成立於1916年4月，在美國正式參加第一次世界大戰前已有美國人自願到法國參加空戰，他們大多駕駛紐波特17戰鬥機並且在機身兩側畫上一個蘇族印第安人的頭像作標記，他們原本想把此隊叫作「美國中隊」，但由於當時美國還未參戰而改稱為「拉法業中隊」以紀念幫助美國人打獨立戰爭的法國人拉法業。
拉法業中隊的頭號皇牌飛行員是在法國出世的勞爾·魯夫貝瑞，他於1916年7月30日首次擊落一架德機(機型不詳)，同年10月12日又擊落了一架德軍羅蘭C-II偵察機，而魯夫貝瑞的事跡令更多美國人參戰，總共有256人到來並有63人最終戰死，當美國正式參戰後，拉法業中隊成為美國陸軍航空隊第103驅逐機中隊。

## 流行文化
- 2006年有一套以拉法業中隊為主題的電影空戰英豪上演，當中主要出場的戰鬥機就是紐波特17戰鬥機。